# Туди і назад
Туди і назад (англ. There and Back) — американська короткометражна кінокомедія режисера Гаррі Вульза 1918 року.

## У ролях
- Белль Беннетт
- Едді Лайонс
- Едвард Седжвік